# Малоузенск
Малоузенск — пристанционный посёлок в Питерском районе Саратовской области, в составе сельского поселения Малоузенское муниципальное образование. Посёлок расположен при станции Малоузенск Приволжской железной дороги.
Посёлок находится в юго-восточной части района в 5 км северо-восточнее села Малый Узень.

## История
Населённый пункт упоминается в Списке населённых мест Самарской губернии 1910 года. Согласно Списку при станции Малоузенск проживало 25 мужчин и 15 женщин.
В 1919 году в составе Новоузенского уезда включён в состав Саратовской губернии.

## Население
Динамика численности населения по годам:
| Годы      | 1910 | 1987 | 2002 |
| --------- | ---- | ---- | ---- |
| Население | 40   | ≈90  | 80   |

| 2010 |
| ---- |
| 32   |

Национальный состав
Согласно результатам переписи 2002 года большинство населения составляли казахи (47 %) и русские (45 %).